# Frettermühle
Frettermühle ist ein Ortsteil der Gemeinde Finnentrop, Kreis Olpe im Südsauerland mit rund 120 Einwohnern. Namensgebend ist die Mühle am Fretterbach.

## Lage
Die meisten Gebäude des Ortsteils liegen von der Mühle aus gesehen flussaufwärts, an der Esloher Straße (L 737) im Frettertal.

## Geschichte der Mühle

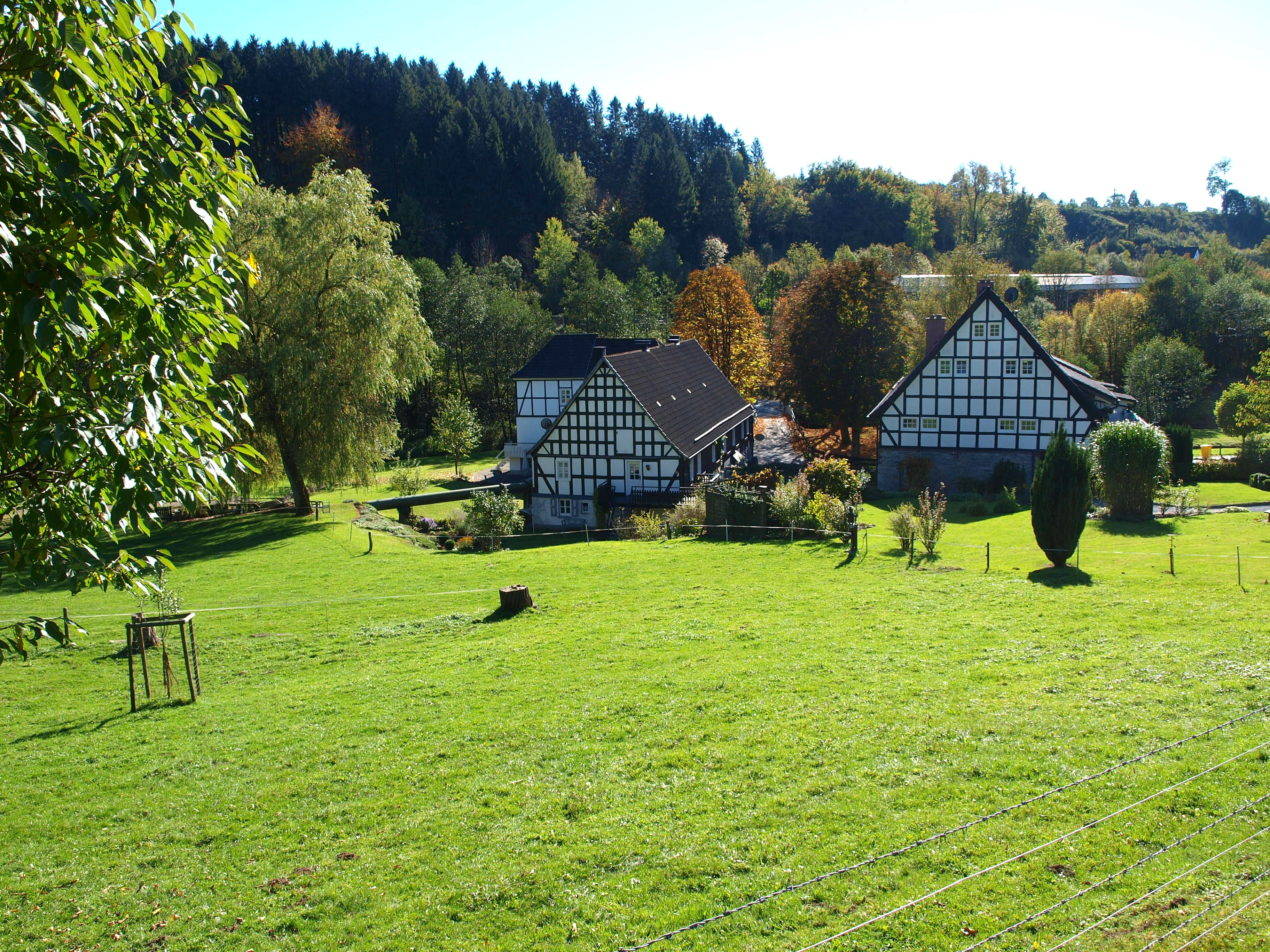
Häuser der Frettermühle

Bei der Frettermühle hat sich vermutlich schon immer um eine Getreidemühle gehandelt, die während der Zeit adeligen Besitzes von Pächtern bewirtschaftet wurde. Ob es sich bei dieser Mühle um eine sogenannte „Bannmühle“ handelte, für die Mühlenzwang galt, ist nicht bekannt.

### Mittelalter

#### Familie von Hundem
Im Zusammenhang mit der zweiten Erwähnung des Ortes Bamenohl wird erstmals von der Frettermühle berichtet. Übersetzter Auszug aus der Urkunde vom 13. Oktober 1362:

„Kund sei all denen, die diesen Brief sehen oder lesen hören:
Wir Wiedekin [und] Johan und Wilhelm [,] Johan [und] Herman[,] Brüder von Hundem, Pepersäcke genannt, Kinder von zwei Brüdern, [haben] mit gutem Willen Luitgards und Cunigundes, unserer Mütter, Beleken, Greteken, Hilleken und Beleken unserer Schwestern, und fort[an] mit all unseren rechten Erben sämtlich und erblich gegeben und geben in diesem ?Brief? den Kotten auf dem born zu Oberbamenohl mit all seinem Zubehör, und zu aller Hand … marktgerecht erblich an unserer Mühle in der Fretter, welche Mühle wir noch ungeteilt besitzen, […]“

Familie von Heygen (Heggen)
10. Februar 1393 Heidenreich von Heiden (Heygen - Heggen) übergibt mit Zustimmung seiner Frau Bele (Beleke von Hundem, Erbin Bamenohls), seines Sohnes Widekin einen Malter Roggen aus der Mühle „up der Vretter“ Heidolves Mühle genannt, zum Troste seiner Seele und der seiner verstorbenen Frau Ludgart. ...
16. Oktober 1403 Heinrich von Heygen (Heggen) zu Bamenohl übergibt mit Zustimmung Beles (Beleke von Hundem), seiner Frau und seines Sohne Wydekind aus der Heidelfsmühle zu Fretter 1/2 Malter Roggen jährlich auf Petri Stuhlfeier an die Kirchherren zu Schönholthausen und seine Kapläne zu einer Memorie (Gedenken) für sich und seine Frau Ludgart und alle ihre Vorfahren ...
2. Januar 1419 Wedekind von Heygen (Heggen) und seine Frau Katharina verkaufen mit Willen ihrer Töchter Belekin, Engele und Katharina an Herrn Johann Scheper von Weidersikussen (Weltringhausen?) oder den Briefinhaber eine Gulde von 1 Malter Roggen aus ihrer Heidolfsmühle in Fretter ...
Offensichtlich sind die von Hundem gen. Pepersack, 1454 noch oder wieder Besitzer/Mitbesitzer der Frettermühle gewesen. Übersetzter Auszug aus der Urkunde vom 12. Dezember 1454:

„Wilhelm und Hermann, Gebrüder Pepersack gt. von Hundem, sowie Hermanns Frau Grete bekunden, dass gemäß Eheabredung zwischen Johann v. Bonslade (Bonzel) gt. Dramme und Katharina, Tochter des Hermann und seiner Frau ihre Tochter auszustatten sei mit Kleidung. Da sie hierzu nicht in der Lage, treten Hermann und Frau sowie Wilhelm ihren Teil am Hause Bamenohl ab, ferner die Mühle in der Vreten.
Mittler: Tonys Schade, Richter zu Attendorn, Dietrich v. Bonslede gt. Grube, Gobel Bitter.
Siegler: Aussteller und Anton Schade, Richter.“

#### Familie von Plettenberg
Nach den von Hundem wurden die Herren von Plettenberg als Erben derer von Heggen (Heygen) zu Bamenohl Besitzer. Bei einer Zeugenvernehmung am 28. August 1518 erklärte der neunzigjährige Heyman Moelner aus Werlynchusen (Weringhausen), „er habe die Heydelues Mühle an der Fretter 53 Jahre in Pacht gehabt. Eine Hälfte hätten die von Plettenberg wegen der von Heygen (Heggen) zu Babenoell (Bamenohl) innegehabt, die andere Hälfte Herman van dem Nyggenhoeve (Neuenhof) als Erbe der Pepersäcke zu Babenoell.“
Anwesende bei dieser Vernehmung: Jurgen von Plettenberg (Lenhausen) und die Brüder Guntermann und Ulrich von Plettenberg (Bamenohl). Der Begriff Heydelues Mühle erscheint erstmals in einer Urkunde im Jahr 1393 als Heidolves Mühle.
Hermann und Arnd von Plettenberg teilen am 6. März 1566 das ihnen von ihren Eltern Ulrich von Plettenberg und Katharina von Thülen zugefallene Erbe auf. Dabei erhält Hermann das Haus Bamenohl mit der Mühle. Da zu keiner Zeit in Bamenohl eine Mühle bezeugt ist und sich die Grevenmühle (bei Grevenbrück) im Besitz der Vögte von Elspe befand, kann es sich nur um die Frettermühle handeln. Die ebenfalls zum Haus Bamenohl gehörenden Mühlen in Elspe und Röllecken wurden erst 1573 beziehungsweise 1600 erworben.

### Neuzeit

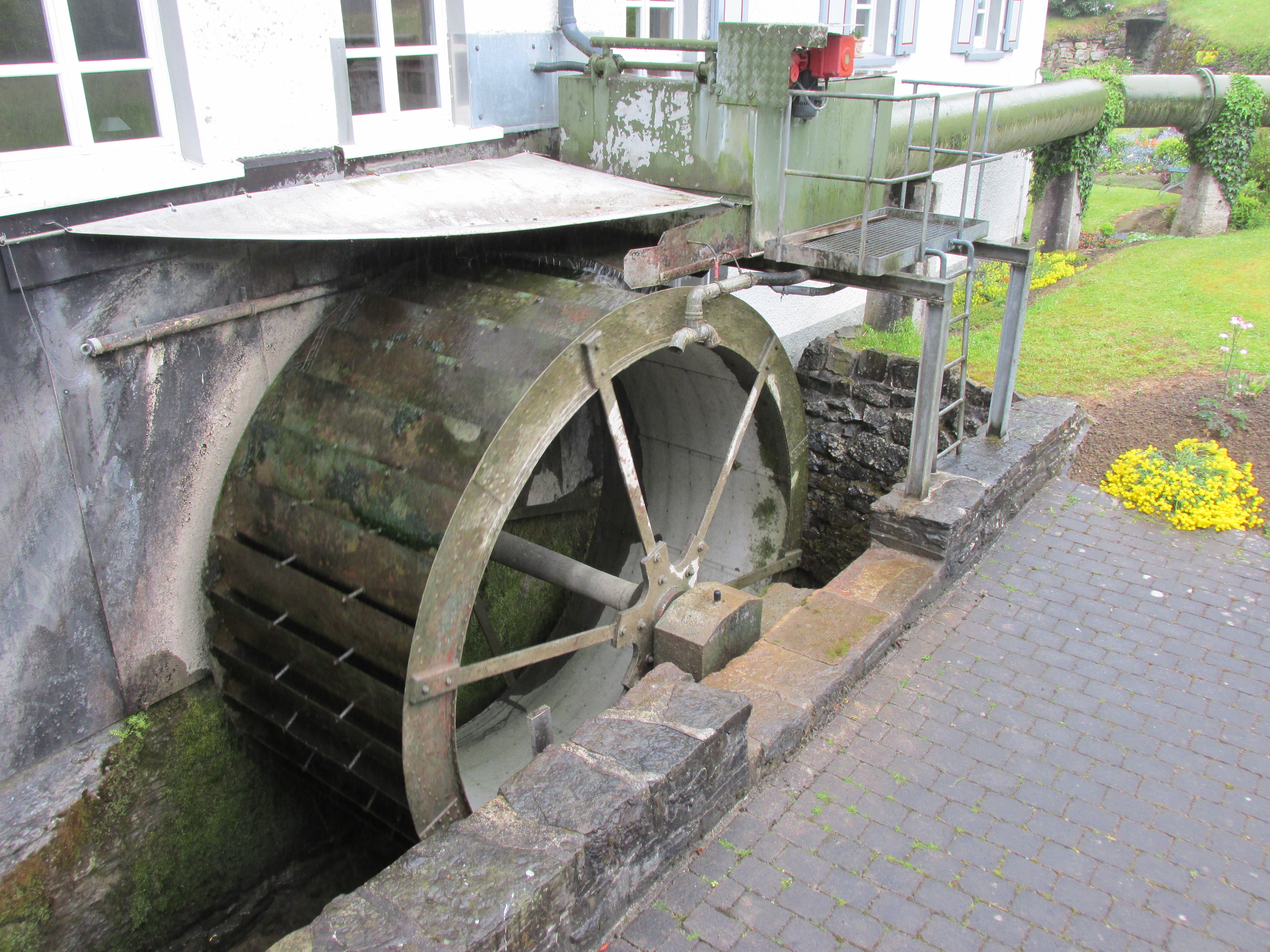
Mühlrad

Aufgrund mehrmaligen Besitzerwechsels liegt eine zusammenhängende Dokumentation nicht vor. Die Mühle befindet sich, laut Angabe der heutigen Besitzer, seit 1784 im Familienbesitz. Seit dieser Zeit wurde in der Wassermühle mit einem oberschlächtigen Wasserrad bis 1983 Getreide gemahlen. Heute wird sie zur umweltfreundlichen Stromerzeugung genutzt, ist aber auch als Getreidemühle noch betriebsfähig. Viele Jahre führten die Eigentümer in der „Alten Mühle“ ein Mühlencafestübchen. Dieses ist seit September 2017 geschlossen.
Seit dem 16. Juni 1999 ist die Mühle in der Liste der Baudenkmäler der Gemeinde Finnentrop eingetragen.